# イタルデザイン・ブリヴィド
イタルデザイン・ブリヴィド(Italdesign Brivido)はイタリアのイタルデザイン・ジウジアーロによって製造されたハイブリッドのコンセプトカーである。

## 概要
ブリヴィドは2012年のジュネーブモーターショーで発表された。ブリヴィドはイタリア語でスリルを意味する。

サイドミラーの代わりにカメラが採用されているのが特徴。ステアリングホイールの両側に小さなディスプレイが取り付けられており、カメラの映像が投影される。また、3Dメガネ付きの3Dインフォテインメントシステムも搭載している。コンセプトカーはXirallicパールレッドで塗装されている。ドアはガルウィングドアを採用しており、前後の座席に乗り込むことが容易なデザインとなっている。また、ブリヴィドはヘッドライトクラスターを備えた世界初の車の1つである。
また、マルティーニ・エ・ロッシと共同開発したレーシングモデルも展示された。

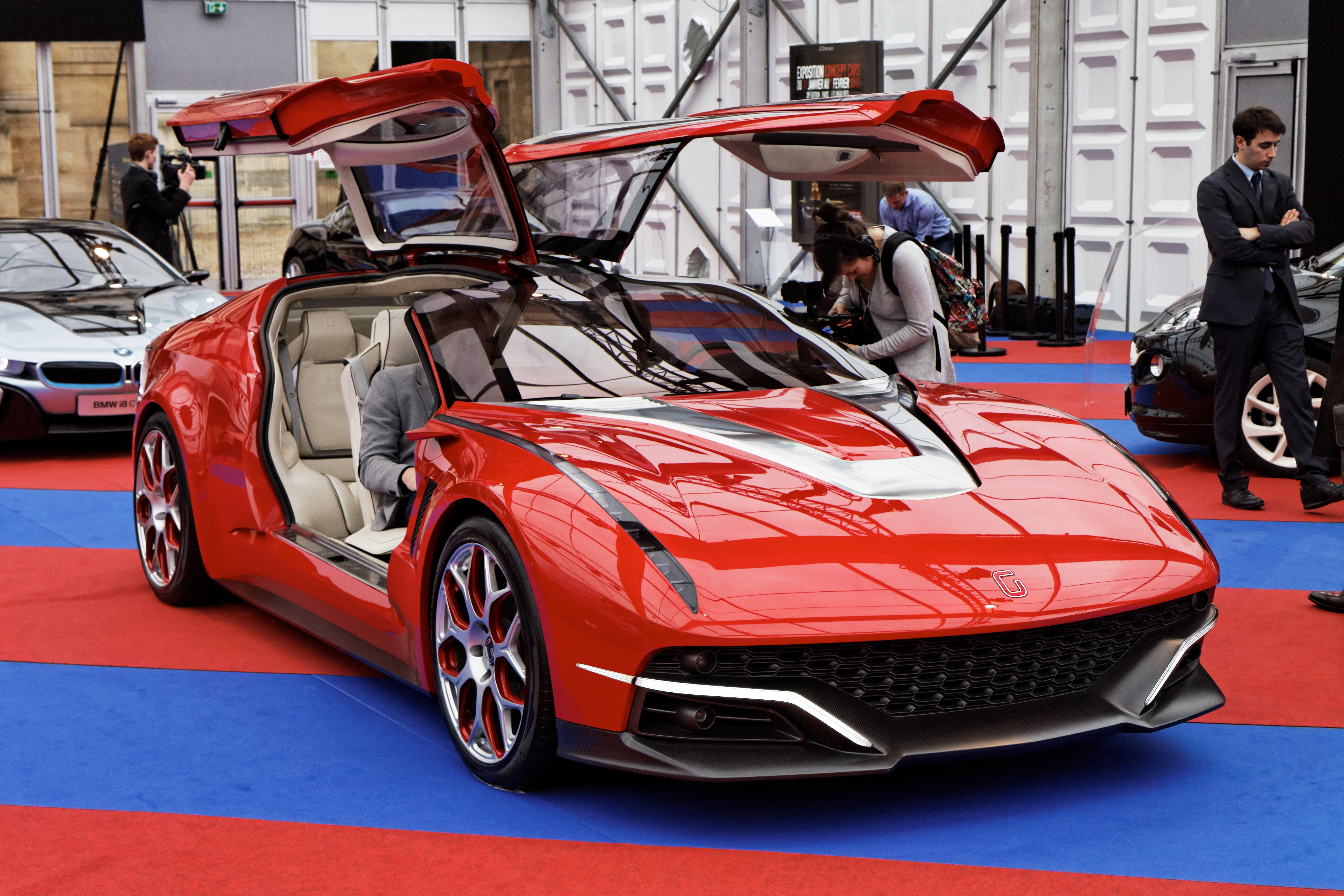
ドアを開けた状態

## パフォーマンス
ブリヴィドには最高出力360hp（268kW）、最大トルク339lb⋅ft（460N⋅m）を発揮する3.0L スーパーチャージャーV型6気筒エンジンと、電気モーターを搭載したハイブリッドシステム（電気モーターによって生成される出力は不明）によって駆動される。トランスミッションは8速ATを搭載する。最高速度は275km/h（170.8mph）で、停止状態から5.8秒で100 km/h（62 mph）まで加速することが出来る。そこにカーボンファイバー、ガラス、アルミニウムで作られた軽量ボディが搭載されている。